# Karriere im ÖPNV- und Bahnmarkt
Karriere im ÖPNV- und Bahnmarkt, Untertitel ein Magazin von NaNa und EurailJobs, später auch ein Magazin von NaNa und Eurailpress, ist eine Zeitschrift zur Gewinnung von Arbeitnehmern und Förderung qualifizierter Nachwuchs-Fachkräfte im Öffentlichen Personennahverkehr (ÖPNV) und insbesondere im Arbeitsmarkt schienengebundener Bahnen. Die Zeitschrift dient als gemeinsames Blatt der Nahverkehrs-Nachrichten (NaNa) und dem Internet-Portal eurailpress. Die Karriere ... erschien erstmals im September 2016 in Hamburg im Verlag der DVV Media Group.
Das jährlich erscheinende Blatt mit der ISSN 0179-504X bildet zudem ein Supplement für die Blätter Der Nahverkehr und die Eisenbahntechnische Rundschau unter der ISBN 978-3-87154-614-3
Redaktionsleiterin ist Kerstin Zapp.